# Fagus grandifolia
Fagus grandifolia, el haya americana, es una especie de haya autóctona del este de Norteamérica, desde Nueva Escocia por el noreste de su distribución hasta el sur de Ontario y Wisconsin por el oeste, llegando por el sur hasta el este de Texas y el norte de la Florida. Las poblaciones de la mitad sur son a veces descritas como una variedad, F. grandifolia var. caroliniana, aunque la Flora de Norteamérica no lo considera así. Existe un haya emparentada en las montañas de México central, considerada a veces como una subespecie de F.grandifolia pero más a menudo como una especie distinta, Fagus mexicana.

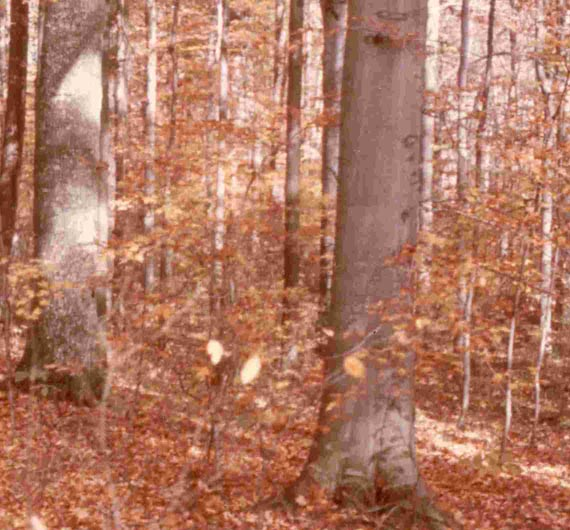
Bosque de haya americana en Hoot Woods, Indiana; nótese el color otoñal y los troncos plateados.

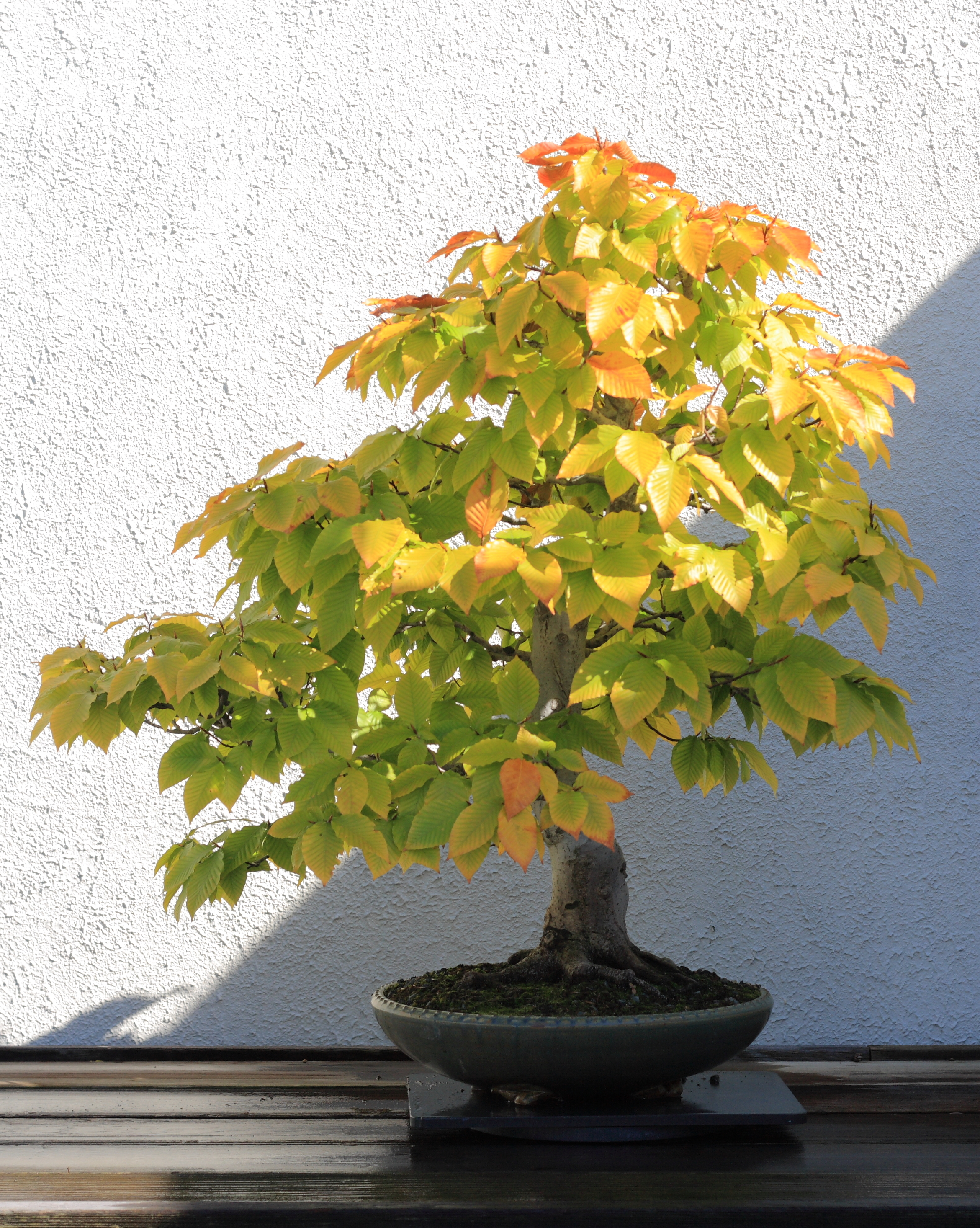
Bonsái

## Descripción
Es un árbol caducifolio que crece hasta 20-35 m, con corteza gris plateada. Las hojas son verde oscuro, enteras y serradas, de 6-12 cm (raramente 15 cm), con peciolo corto. Las yemas que se observan en invierno son muy características entre los árboles de Norteamérica, pues son largas y estrechas (15-20 mm por 2-3 mm) con dos filas de escamas superpuestas en las yemas. El fruto es una nuez aguda, contenida junto con otra dentro de una cápsula tetralobulada de espinas no muy agudas.
El haya americana es umbrófila, encontrándose por norma en bosques en avanzado estado de sucesión. Aunque a veces forma masas puras, se la encuentra a menudo asociada con Acer saccharum, Betula alleghaniensis, y Tsuga canadensis, típicamente en laderas húmedas y bien drenadas o en fondos de valle ricos en nutrientes.

### Usos
El haya americana es importante para la industria maderera. La madera es pesada, dura, resistente y fuerte. Hasta el invento de la sierra mecánica, a menudo había árboles que no se podían cortar cuando se clareaban bosques. Como resultado de ello, muchas áreas tienen aún grandes rodales de viejas hayas que de otro modo no estarían allí. La madera se utiliza para parqué, contenedores, muebles, herramientas y utensilios de todo tipo.

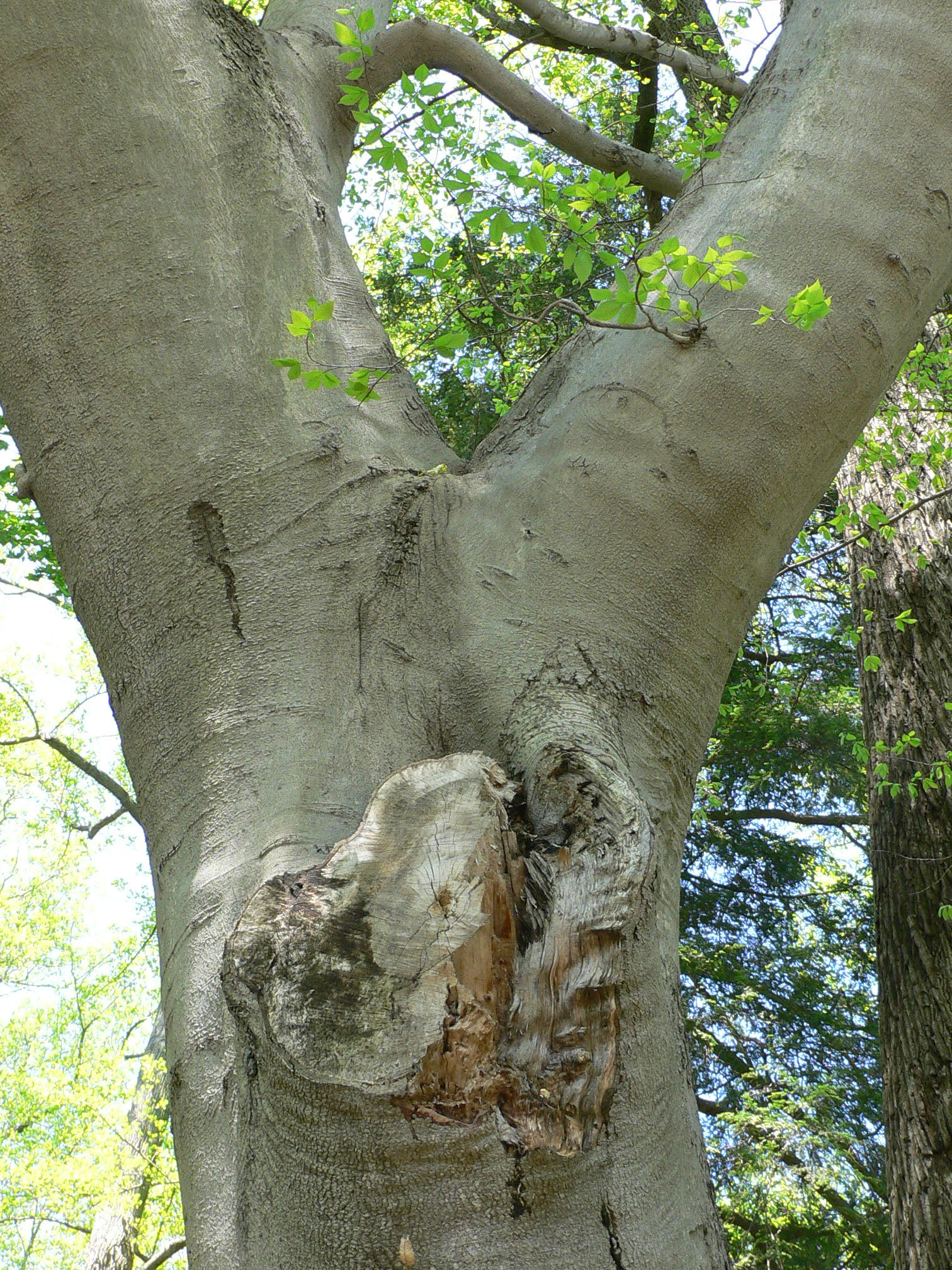
Tronco de haya americana.

En ocasiones se planta como ornamental, pero mucho menos que el haya europea (incluso en su propia área de distribución), pues ésta crece más rápido y es más tolerante a ambientes urbanos.
El haya americana, al igual que la europea, resulta muy atractiva para escribir en su corteza, pues al no mudarla las marcas son permanentes (aunque provoca daños y riesgos para la salud del árbol). En Louisville, Kentucky, en la parte sur del Parque Iroquois, hubo un árbol que tenía escrito "D. Boone mató un oso" con el año puesto, el final del siglo XVIII. Se ha comprobado que la inscripción data al menos del principio del siglo XIX, y la sección del tronco se conserva en la Filson Historical Society en Louisville.

## Enfermedades

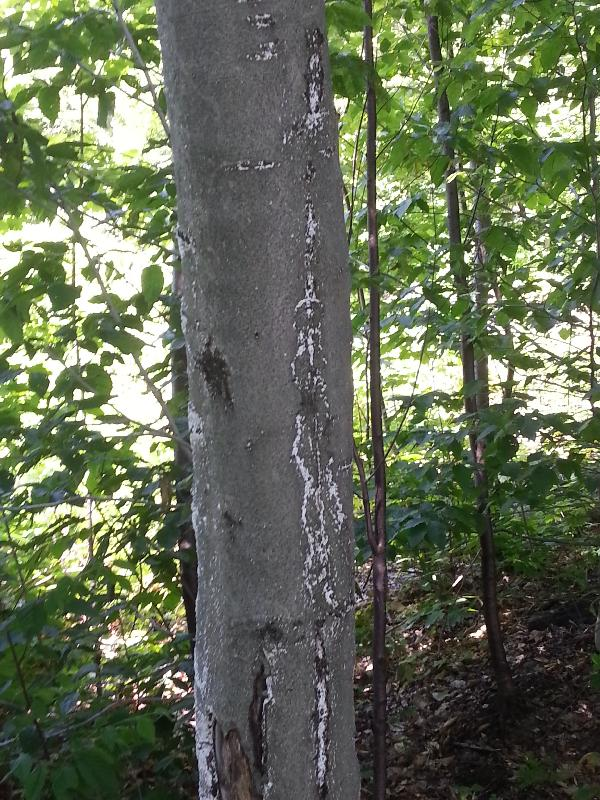
Enfermedad de la corteza

La enfermedad de la corteza está siendo un grave problema para el haya americana, sobre todo en la región Noroeste de los Estados Unidos. La plaga la transmite el insecto escamoso (Cryptococcus fagisuga). Este bichito ataca la corteza e infiere una herida en la que medran los hongos del género Nectria. Posteriormente se origina un chancro o úlcera y el árbol acaba por secarse y morir. Por otro lado los áfidos colonizan las ramas del árbol, aunque esto es un mal menor ya que no afecta a los árboles normalmente sanos.
Y por si esto no fuera poco, estos agresores depositan una especie de hollín mohoso que sirve de arraigo al hongo Scorias spongiosa, el cual saprofita (crece en) la secreción melífera que exudan los insectos escamosos.

## Taxonomía
Fagus grandifolia fue descrita por Jakob Friedrich Ehrhart y publicado en Beiträge zur Naturkunde 3: 22–23. 1788.
Etimología
Fagus: nombre genérico latíno que se remonta a una antigua raíz indoeuropea que encuentra parentesco en el griego antiguo φηγός phēgós "tipo de roble"
grandifolia: epíteto latíno que significa "con grandes flores".
Sinonimia
1. Sinonimia de Fagus grandifolia subsp. grandifolia.

- Fagus atropunicea Weston, Bot. Univ.1: 107 (1770).
- Fagus sylvatica var. atropunicea Marshall, Arbust. Amer.: 46 (1785).
- Fagus americana latifolia Wangenh., Beytr. Teut. Forstwiss.: 80 (1787).
- Fagus ferruginea Dryand. in W.Aiton, Hort. Kew. 3: 362 (1789).
- Fagus purpurea Desf., Tabl. École Bot.: 214 (1804).
- Fagus sylvatica var. americana Pers., Syn. Pl. 2: 571 (1807).
- Fagus sylvestris F.Michx., Hist. Arbr. Forest. 2: 170 (1811).
- Fagus alba Raf., Fl. Ludov.: 134 (1817).
- Fagus americana (Pers.) Sweet, Hort. Brit.: 370 (1826).
- Fagus heterophylla Raf., Atlantic J.: 22 (1833).
- Fagus nigra Raf., Atlantic J.: 22 (1833).
- Fagus rotundifolia Raf., Atlantic J.: 22 (1833).
- Fagus ferruginea var. caroliniana Loudon, Arbor. Frutic. Brit. 3: 1980 (1838).
- Fagus latifolia L'Hér. ex Steud., Nomencl. Bot., ed. 2, 1: 624 (1840), pro syn.
- Fagus virginiana Wesm., Bull. Congr. Bot. Bruxelles: 261 (1864).
- Fagus sylvatica var. ferruginea (Dryand.) N.Coleman, Cat. Fl. Pl. S. Pen. Michigan: 35 (1874).
- Fagus atropunicea (Marshall) Sudw., Bull. Torrey Bot. Club 19: 43 (1893), nom. illeg.
- Fagus americana f. caroliniana (Loudon) Farw., Pap. Michigan Acad. Sci. 3: 93 (1924).

1. Sinonimia de Fagus grandifolia subsp. mexicana  (Martínez) A.E.Murray, Kalmia 13: 6 (1983).

- Fagus mexicana Martínez, México Forest. 17: 66 (1939).[4]